# Vespa affinis
Vespa affinis je malá až středně velká sršeň žijící v tropické a subtropické Asii.

## Popis
Vespa affinis je malá až středně velká sršeň. Královny dosahují délky až 30 mm, samci 26 mm a dělnice 19 až 25 mm.
Hlava je hnědavě červená nebo černá, někteří dospívající mívají červené značení na čele a temeni hlavy. Složené oči mají tmavou barvu a jednoduchá očka (ocelli) jsou černá. Tykadla bývají tmavě hnědá (občas světle), čelní štítek (clypeus) je černý s široce zaoblenými laloky; čelisti jsou černé. Hrudník je černý s mnoha dírkami a mívá postavené chloupky, bedra (propodeum) jsou černá. Nohy bývají tmavě hnědé. Křídla jsou tmavě šedohnědá, někdy hnědá. Zadeček s jemnými vpichy tmavě hnědý až černý, kromě prvního a druhého článku, které jsou žlutooranžové nebo sytě žluté. Na prvním článku mohou dvě příčné skvrny a úzké apikální skupiny (shluk skvrnek).
Existuje několik poddruhů nebo zeměpisných forem. V Hongkongu a jižní Číně jsou tyto sršně převážně černé, s prvními dvěma zadečkovými články sytě žlutými. Strany hlavy a hrudníku jsou zbarveny červenohnědě. V některých oblastech jihovýchodní Asie, jako je Singapur, jsou zcela černé, bez načervenalých hnědých znaků, přičemž přední část zadečku je zářivě oranžová.

## Poddruhy
Je známo 11 poddruhů po celé Asii, každý s různými barevnými variacemi: V. a. alduini – V. a. alticincta – V. a. archiboldi – V. a. continentalis – V. a. hainensis – V. a. indosinensis – V. a. moluccana – V. a. nigriventris – V. a. moluccana – V. a. picea – V. a. rufonigrans.

## Výskyt
Vespa affinis je běžná sršeň, která je rozšířená v celé tropické a subtropické Asii. Vyskytuje se na Srí Lance, Hongkongu, Tchaj-wanu, Barmě, Thajsku, Laosu, Vietnamu, Sumatře, na Filipínách (Palawan) a v Malajsii.

## Životní cyklus, chování
V subtropickém Hongkongu se královny probudí ze zimního spánku v dubnu a zakládají nové kolonie. Ty většinou umírají na konci listopadu nebo v prosinci. V tropických oblastech zůstávají přítomné po celý rok. V tropických oblastech je sršeň Vespa affinis známá díky často se vyskytujícím hnízdům s vícero královnami. Novou kolonii zakládá několik málo nebo i mnoho královen s rojem dělnic ze starého hnízda.
Hnízda si sršně budují vysoko na stromech, ale také v nízkých keřích nebo na domech. Hnízda postavená na vysokých stromech jsou obvykle protáhlá. V tropických oblastech je hnízdo hruškovitého tvaru nebo ve tvaru kapky, ale v subtropických oblastech bývá oválné se zaobleným vrchem. Malá hnízda mívají tvar koule s bočním vstupem, zatímco větší hnízda jsou svisle protáhlá a mohou mít více vstupů. Hnízda mají střechovité krytí s mnoha jednotlivě se překrývajícími kruhovými vrstvami tapetování. V tropických oblastech mohou dosáhnout délky i více než 60 cm a mohou obsahovat až 14 000 buněk.
Vespa affinis vyhledává potravu nízko nad zemí v travnatých oblastech, lesích a dalších typech krajin. Živí se buď sacharidy, jako je míza ze stromů, nektar, ovoce a výměšky, jež produkují jejich vlastní larvy, nebo bílkovinami, které získává z uhynulých živočichů, případně aktivně loví různý hmyz, především mouchy, vosy (Polistinae) a včely (Apidae). V Singapuru bývají sršně často pozorovány jak loví mouchy, které jsou přitahovány k hnijícím plžům, roztroušeným na plážích. Často vyhledává v blízkosti lidí potravu v podobě zbytků jídel.
Jediným významnějším predátorem této sršně je její příbuzná obří sršeň mandarínská.